# Clupeosoma laniferalis
Clupeosoma laniferalis is een vlinder uit de familie van de grasmotten (Crambidae). De wetenschappelijke naam van de soort is voor het eerst geldig gepubliceerd in 1907 door George Francis Hampson.